# Хакк ад-Дін I
Хакк ад-Дін I (*араб. هاك اد الدين; д/н — 1328) — 11-й султан Іфат в 1320-х роках.

## Життєпис
Походив з династії Валашма. Праонук засновника держави Умара і онук султана Мансур Алі. Старший син Нахві. Спадкував султанши Лейлі.

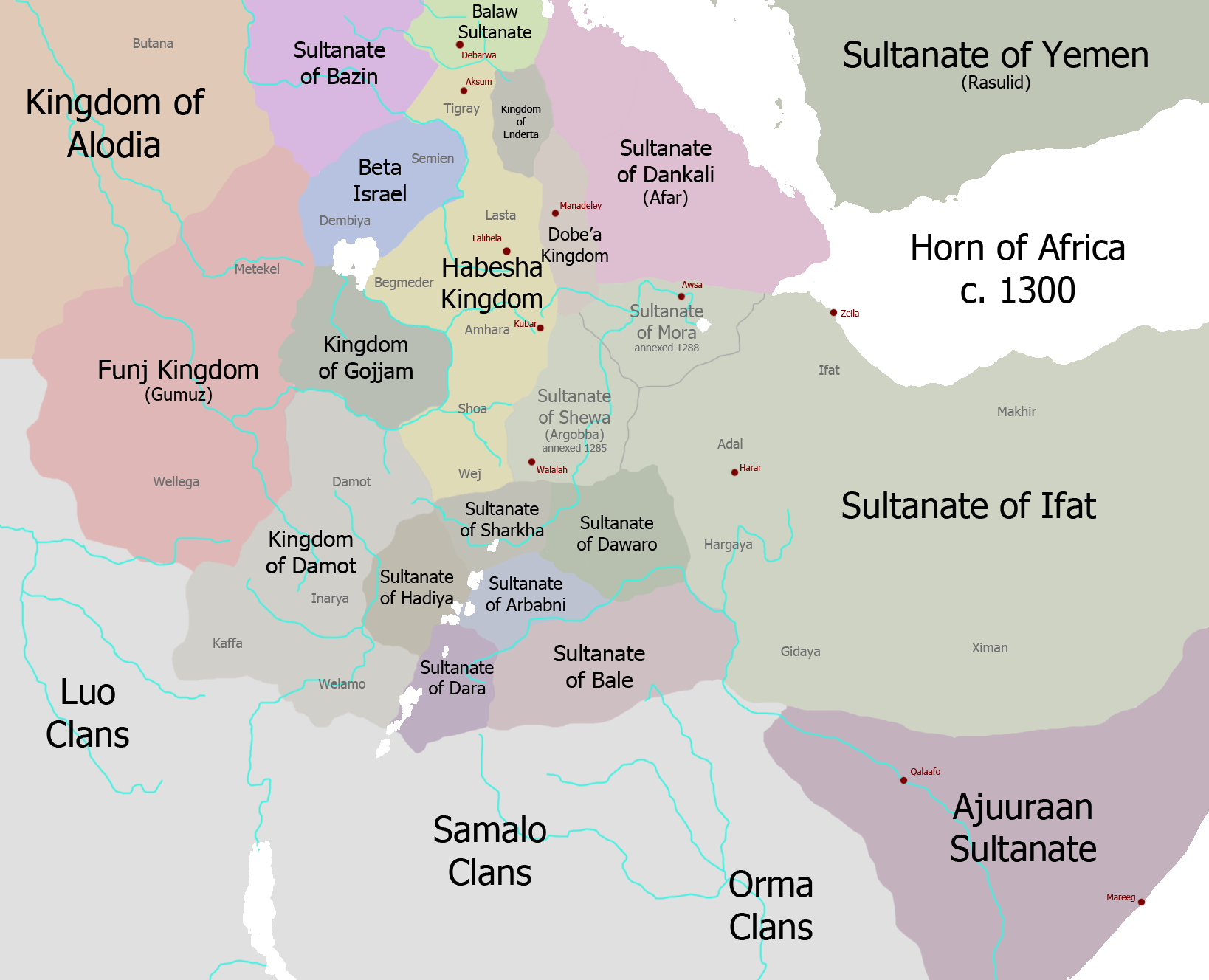
Султанат Іфат напочатку панування Хакк ад-Діна I

Уклав союз з мамлюцький султаном Мухаммадом I ан-Насір, який на той час контролював землі уздовж землі до п'ятого катаракту Нілу. Тому Хакк ад-Дін I планував спільно з мамлюками перемогти Ефіопію, війна з якою тривала з 1280 року.
1328 року султан захопив посланця ефіопського негуса Амди Сейона I, який повертався з Каїра. Хакк ад-Дін I намагався змусити того прийняти іслам, а коли той відмовився, стратив його. Це стало приводом до відновлення бойових дій між Іфатом й Ефіопією.
Втім війська Іфату зазнали поразки, внаслідок чого його столиці Сайла була захоплено та сплюндрована. Відповідно до ефіопського літопису Амба Сейон I вивіз значну кількість золота, срібла, бронзи та свинцю, а також коштовний одяг. 
Невдовзі Хакк ад-Дін I зазнав остаточної поразки у битві, де ймовірно загинув. Боротьбу продовжив його брат-спадкоємець Сабр ад-Дін I.